# 鲍文樾

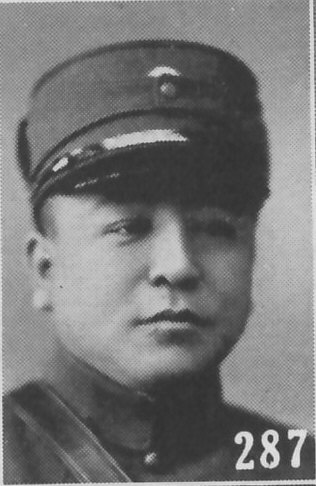

鲍文樾（1893年—1966年12月），字志一，满族，奉天凤凰人，中华民国军事人物，东北军高级将领，汪精卫政权政要。

## 生平
北京陸軍大学毕业后，鲍文樾投奉系。1926年（民国十五年），鲍文樾任安国軍第三、四方面軍軍团参謀長。翌年6月，获授陸軍中将銜。1928年，任東北保安司令部参議、東北陸軍講武堂教育長、東省特别区警務处处長。
張学良东北易幟後，鲍文樾历任参謀本部参謀次長、国民政府軍事委員会第2厅副厅長、国民政府軍事委員会北平分会委員、国民政府軍事委員会办公庁副主任、陸海空軍总司令部駐京办事处处長。1930年中原大战期间，他作为張学良的代理人赴南京，负责同蒋介石联络。西安事变时曾是主要参与者之一。后因受蒋介石迫害而加入汪精卫政权。
1939年（民国二十八年），鲍文樾任汪精卫组织的中国国民党中央委員。翌年3月，汪精卫政权（南京国民政府）成立，鲍文樾任軍政部政務次長、代理軍政部部長。此外，他还任中央政治委員会委員、軍事委員会常務委員。同年12月，任軍事委員会主任委員。
1941年3月，鲍文樾正式升任軍政部長，并兼任清乡委員会委員。5月，任广東省政府委員。9月，任中央陸軍軍官学校校務委員会委員。翌年8月，随着軍政部的改組，他转任陸軍部部長。1月任最高国防会議委員。同年4月任参謀总長。他于1943年后与军统局发生联系。1945年4月，转任河南省省長。
日本投降後，鲍文樾被蒋介石的国民政府以漢奸罪逮捕。1947年3月7日，汪偽軍政部長、偽河南省長鲍文樾被判处死刑:8306。同年5月20日，减刑为無期徒刑。
1949年，被押往台湾继续收监。
1966年12月26日，鲍文樾在台灣病逝。